# Теодора Бјелица
Теодора Бјелица (Београд, 14. август 1994) српска је глумица и модел.

## Биографија
Теодора Бјелица је ванбрачна ћерка српске глумице Гордане Бјелице.
Теодора је висока 178 центиметара. Моделингом је почела да се бави од шеснаесте године. Првобитно јој је то био само хоби, а од осамнаесте године кренула је и са професионалним ангажманима.
Учествовала је на избору за Мис Србије 2011. године. Тада је проглашена за најлепшу девојку по мишљењу жирија познатих и освојила је титулу Мис шарма Србије 2011.
Као деветнаестогодишњакиња представљала је Србију на такмичењу лепоте Olympia World — Beauty and Sport. Ово такмичење се одржало у Сочију, у оквиру XXII Зимских олимпијских игара, и окупило је 180 девојака из читавог света.
Послом модела бавила се и у Милану, Бејруту, Истанбулу, по Мексику...
Глумачки деби остварила је 2017. у филму Афтерпарти, у коме је играла Шпањолку Елену. У појединим рецензијама критиковани су њена глума и изговор шпанског језика. Пажњу јавности привукле су сцене у којима је њен лик обнажен и учествује у сексу утроје.
Удата је за хрватског фудбалера Карла Мухара. Њих двоје су се венчали 19. марта 2024. у Загребу.

## Улоге

### Филмографија
| Год.       | Назив                  | Улога                       | Напомена              |
| ---------- | ---------------------- | --------------------------- | --------------------- |
| 2000-е     |                        |                             |                       |
| 2001.      | Она воли Звезду        | девојчица                   |                       |
| 2010-е     |                        |                             |                       |
| 2017.      | Афтерпарти             | Елена                       |                       |
| 2019—2020. | Слатке муке            | секретарица Марија          | ТВ серија, ? еп.      |
| 2020-е     |                        |                             |                       |
| 2020.      | Јужни ветар            | Мина                        | ТВ серија, 1 еп.      |
| 2020.      | Хотел Београд          | Јована                      |                       |
| 2021.      | Три мушкарца и тетка   | Данијела                    | ТВ серија, ? еп.      |
| 2021.      | Тома                   | секретарица 1 (Бео естрада) |                       |
| 2021—2022. | Авионџије              | Анђела                      | ТВ серија, ? еп.      |
| 2022.      | Чудне љубави           | девојка у кафићу            | ТВ мини-серија, 2 еп. |
| 2022.      | Ко је сместио Мунгосу? | Марина                      |                       |
| 2023.      | Теорија завере         | Марина                      |                       |
| 2023.      | Ко жив, ко мртав       | Кет 2                       |                       |
| 2023.      | Тома                   | секретарица 1 (Бео естрада) | ТВ серија, 2 еп.      |

### Спотови
- Бобан Рајовић — Малена (2021)[11]
- Ђогани — Удари животе (2023)[12]